# Jim Tucker (basket-ball)
Pour les articles homonymes, voir Tucker.
James D. Tucker,  dit Jim Tucker, né le 11 décembre 1932 à Paris dans le Kentucky et mort le 14 mai 2020 à Jacksonville (Floride), est un joueur américain de basket-ball. Il évolue durant sa carrière au poste d'ailier fort.

## Biographie
Jim Tucker a été un des premiers Afro-Américains à entrer en NBA.

## Palmarès
- Champion NBA 1955